# Solsonés
El Solsonés (oficialmente en catalán, Solsonès) es una comarca española, situada en la provincia de Lérida, Cataluña. 
Su capital es Solsona, que presta su nombre a la comarca. Forma parte del Prepirineo, en su parte norte.
La comarca limita con la provincia de Barcelona y desde el siglo XX sufre problemas de despoblación y envejecimiento de la población.
El 21 de marzo de 2023 entró en vigor el cambio de adscripción comarcal y veguerial de los municipios de Biosca y Torà que se segregaron de la comarca de la Segarra.

## Geografía

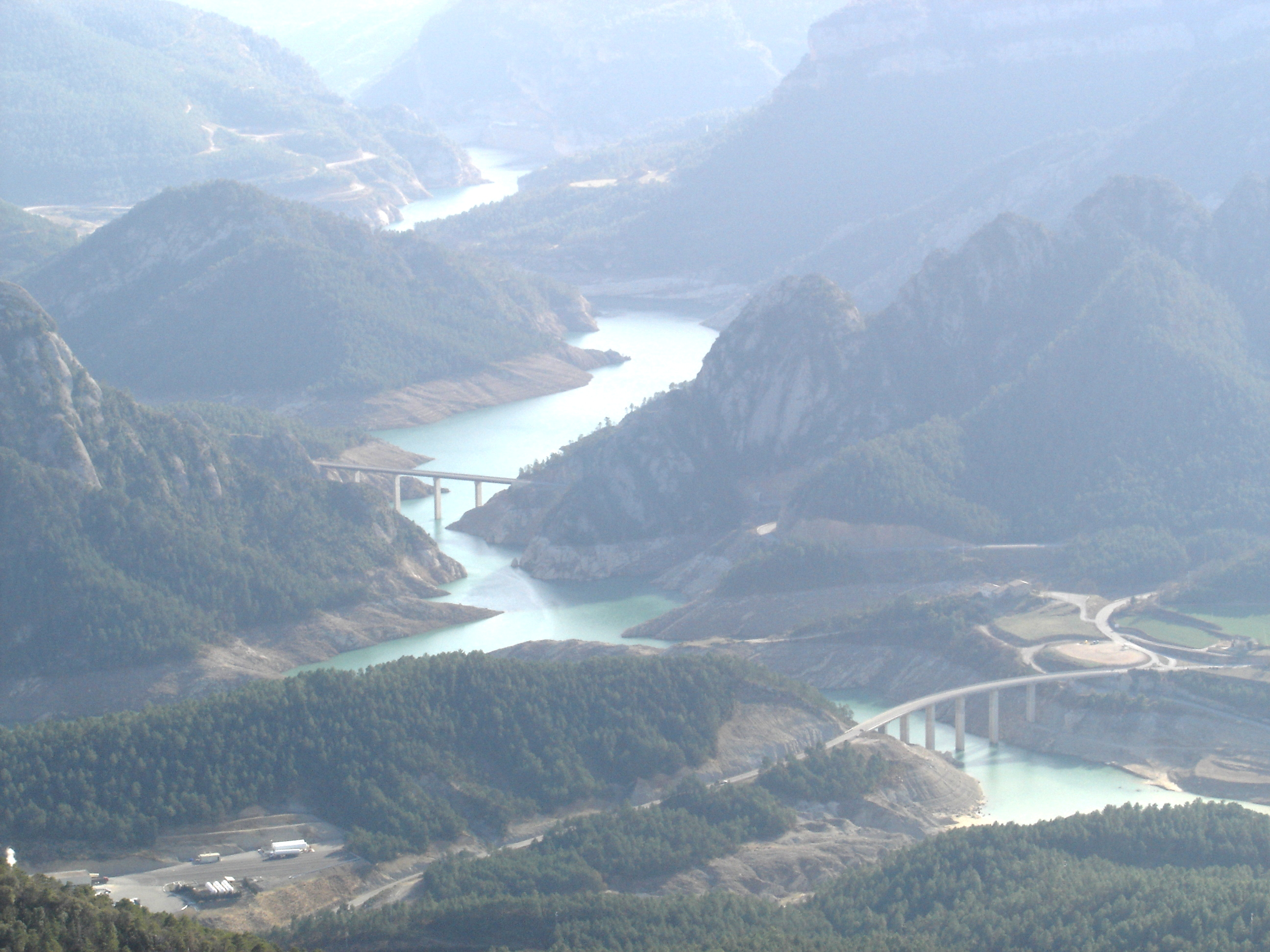
Embalse de la Llosa del Cavall.

El punto más alto de la comarca es la cordillera prepirenaica del Port del Comte. El tercio norte de la comarca forma parte del Prepirineo, con altitudes que van de los 800 a los 2300 m. Las principales sierras que se encuentran son las del macizo del Port del Comte, la sierra de Odén, la sierra del Verd y la sierra de Busa.
El resto de la comarca es una meseta que forma parte de la depresión central catalana, constituida por una serie de sierras, colinas y valles fluviales. Las altitudes de esta meseta están entre los 600 y 800 m si bien en las sierras que la surcan se encuentran altitudes entre los 800 y los 1000 m. Las sierras más importantes de la parte meridional de la comarca son la sierra de Pinós y la parte oriental de la sierra de Castelltallat, al sur, y una serie de sierras de dirección norte-sur que atraviesan la comarca como una especie de espina dorsal de las que cabe mencionar la sierra de Clará y la sierra de Llobera.
Este contraste entre el sector pirenaico y el sector de la depresión central es uno de los rasgos que más definen el relieve del Solsonés. Pasa lo mismo que en el Bergadá. En el Bergadá se pasa de manera muy brusca del territorio de llanura al de montaña. En el Solsonés no hay exactamente una llanura. Hay relieves llanos, como el entorno de Solsona, Miracle o de Navés. Salvo el caso de Solsona, los otros dos municipios son llanos elevados, mesetas.
Hay algunas sierras en el sector de la depresión central, pero son de escasa altitud y se destacan poco en medio de la meseta. Es el caso de las sierras de Pinós (931 m) y Castelltallat (Boixadors, 848 m).

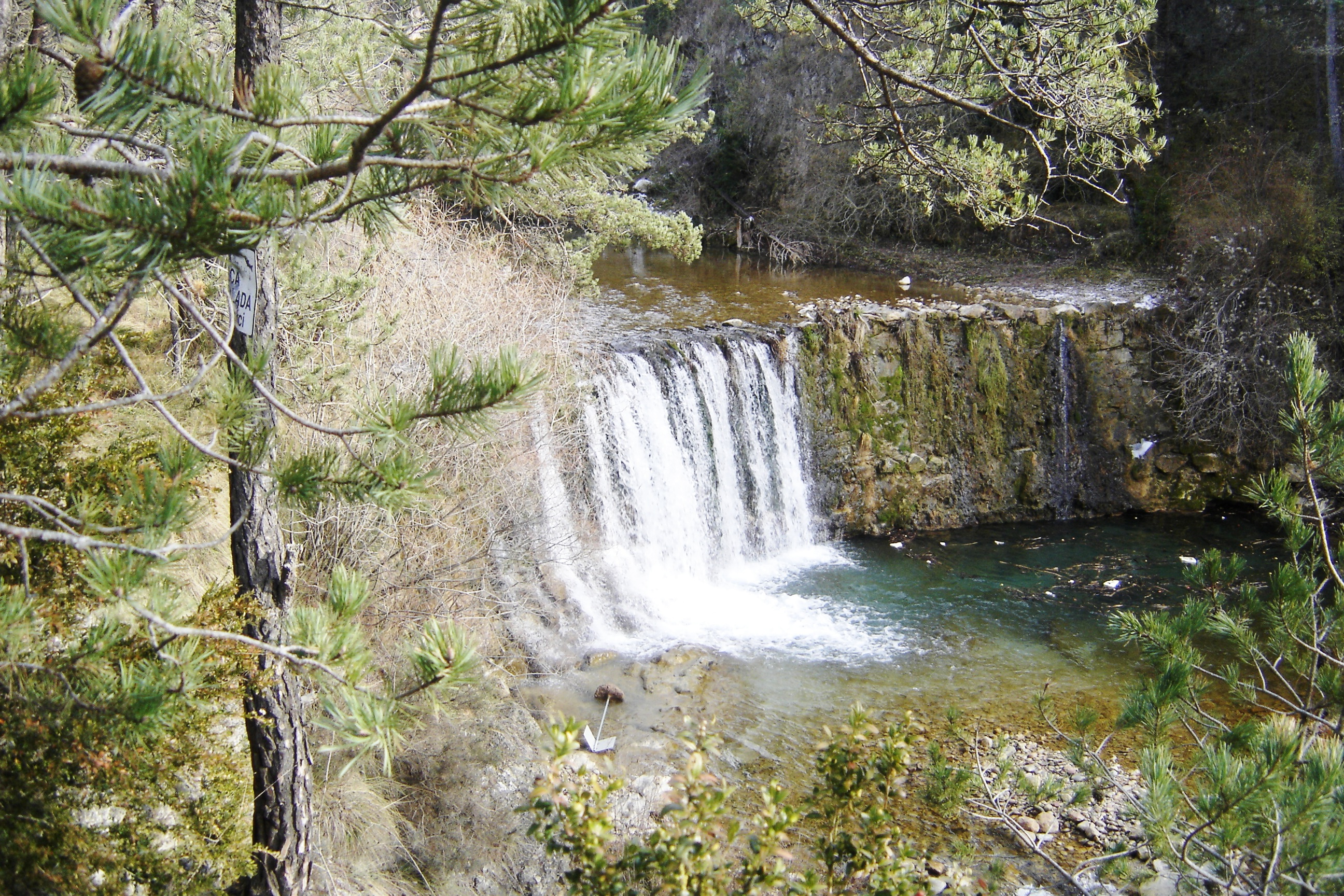
El río Aigua de Ora.

Al norte de Solsona todo cambia. Los relieves abruptos, pero nunca demasiado elevados de la parte meridional, dan paso a serie de montañas elevadas, coronadas por largas riscos, como es el caso de la sierra de Busa y la sierra de los Bastets. Más al norte hay varias sierras bastante elevadas, que separan el Solsonés del Alto Urgel y el Bergadá. Destaca la sierra de Port del Comte (Pedró dels Quatre Batlles, 2382 m) y la sierra del Verd (Cap del Verd, 2288 m). Hacia el noreste están la sierra de Ensija y los Rasos de Peguera, que se extienden de lleno por el Bergadá. Los ríos se ha encajado profundamente formando desfiladeros. Algunos ríos son conocidos aquí con el nombre de agua en catalán: Aigua de Ora o Aigua de Valls.
En el Solsonés, como el Bergadá, el tipo de roca ha tenido una gran importancia en la formación del relieve actual. Al norte predominan los estratos calcáreos duros, que ha sido levantados y plegados durante el ciclo orogénico alpino, tal como ha sucedido en el resto del Prepirineo. Al sur de los Prepirineos hay una gran acumulación de conglomerados que, al haberse endurecido, han dado lugar a relieves muy destacados, con riscos espectaculares. 

### Clima

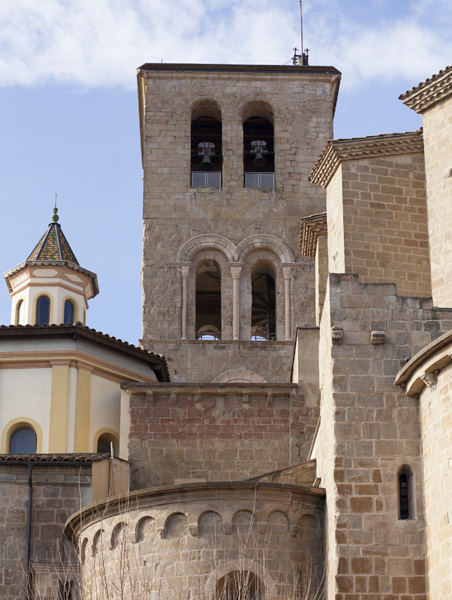
Catedral de Solsona.

El clima del Solsonés es mediterráneo continental, con veranos calurosos e invierno fríos. Las precipitaciones, con una media de cuatro días de nieve cada año, son más abundante en primavera y en otoño. Sin embargo, el tercio norte de la comarca es más húmedo que el resto, con 700 mm anuales que pueden llegar a unos máximos de 900 mm frente a los 400-600 mm a los dos tercios meridionales.
La diversidad del relieve hace que el clima sea diferente de un lugar a otro del Solsonés. El contraste es muy evidente entre el sector de la depresión central catalana y el sector pirenaico. Buena parte del Solsonés se incluye en el área del clima mediterráneo de media montaña con influencia continental. En el extremo septentrional el clima es de alta montaña. El cambio de orientación de las laderas y la situación topográfica, fondo de valle vs cresta, también determinan diferencias climáticas.
Las temperaturas medias anuales se encuentran entre los 10 y 12 ⁰C, excepto en las sierras septentrionales, donde son más bajas. Hay una clara tendencia de disminución de la temperatura a medida que se va hacia el norte, ya que el aumento de altitud también sigue esta misma dirección.
Los inviernos son fríos, con medias mensuales de enero entre 4 y 5 ⁰C en la mitad meridional. Hacia el norte disminuye notablemente la temperatura, hasta las cumbres de la sierra de Port del Comte. Los veranos son frescos debido a la altitud, aunque de día pueden alcanzarse temperaturas elevadas, en especial en junio y julio. Las medias mensuales de julio se sitúan entre 20 y 22 ⁰C, excepto el sector prepirenaico.
La distribución de las precipitaciones sigue la tendencia de aumentar de sur a norte. A pesar de la altitud cercana a los 800 metros, en el extremo sur caen a una media cercana a los 600 mm. Una muestra clara del clima con tendencia continental. Pero hacia el norte las precipitaciones se hacen más abundantes y en Solsona las medias se sitúan en torno a los 700 mm. Entre la sierra de Port del Comte y Rasos de Peguera, se registran precipitaciones medias por encima de los 1000 mm al año.
Hay fuertes variaciones a lo largo del año. El invierno es la estación con menos precipitaciones, hasta el sector de montaña, donde a menudo son en forma de nieve. Las otras estaciones son muy lluviosos en la mitad norte. Llueve más en otoño. En verano son más frecuentes las tormentas de montaña y su influencia puede llegar algunos días hasta más al sur de Solsona.

## Habla
En la parte oriental de la comarca se habla catalán oriental, pero en la parte occidental (Odén, Castellar de la Ribera) se habla catalán noroccidental. 

## Municipios
| Municipio                         | Población | Municipio                                        | Población |
| --------------------------------- | --------- | ------------------------------------------------ | --------- |
| Castellar de la Ribera            | 142       | Clariana (Clariana de Cardener)                  | 141       |
| Pedra y Coma (La Coma i la Pedra) | 261       | Guixes (Guixers)                                 | 146       |
| Lladurs                           | 187       | Llovera (Llobera)                                | 203       |
| Molsosa (la Molsosa)              | 111       | Navés (Navès)                                    | 283       |
| Odén (Odèn)                       | 259       | Olius                                            | 929       |
| Pinell                            | 213       | Pinós                                            | 297       |
| Riner                             | 261       | San Lorenzo de Morúnys (Sant Llorenç de Morunys) | 966       |
| Solsona                           | 8914      |                                                  |           |

## Demografía
| 1717 | 1787 | 1857   | 1877   | 1887   | 1900 | 1910 | 1920   | 1930   | 1940   | 1950   | 1960   | 1970   | 1981   | 1990   | 2000   | 2006   |
| ---- | ---- | ------ | ------ | ------ | ---- | ---- | ------ | ------ | ------ | ------ | ------ | ------ | ------ | ------ | ------ | ------ |
| 5589 | 8727 | 16 182 | 12 768 | 12 032 | 9649 | 9662 | 10 113 | 11 562 | 11 486 | 12 219 | 11 936 | 10 910 | 10 856 | 10 880 | 11 483 | 13 050 |